# Фавр, Франсуа
Франсуа Фавр (фр. François Favre; 1819—1892) — французский публицист.

## Биография
В 1848 году работал в демократических органах, затем эмигрировал в Бельгию, откуда вернулся в 1854 году.
Был в 1870 году мэром 16-го округа Парижа, до самой Коммуны.

## Труды
- «Hautes oeuvres de Louis Bonaparte» (1852)
- «Bonnes paroles d’un proscrit français à ses concitoyens» (1853)
- «La politique nouvelle» (1871)
- «Documents maçonniques» (1869)

В 1858 году вместе с Ульбахом основал журнал «Le monde maçonnique».